# Gustavo Henrique
Gustavo Henrique Vernes (São Paulo, 24 de março de 1993) é um futebolista brasileiro que atua como zagueiro. Atualmente joga pelo Corinthians.

## Carreira

### Vitória
Gustavo chegou ao Santos aos 14 anos de idade, após se destacar nas categorias de base do Vitória, da Bahia. Até os 12, atuou como meia, até ser testado (e aprovado) como zagueiro.

### Santos
Na estreia da Copa São Paulo de Futebol Júnior de 2012, fez dois gols na vitória de 3–0 sobre o Vitória-PE. Pouco tempo depois de destacar-se na campanha vitoriosa do Santos na Copa São Paulo de Futebol Júnior, foi promovido ao time profissional pelo técnico Claudinei Oliveira. Gustavo Henrique estreou como profissional no dia 17 de junho de 2012, em uma derrota por 1–0, fora de casa, contra o Flamengo.
O zagueiro marcou seu primeiro gol em 24 de julho do ano seguinte, em uma vitória por 2–0 fora de casa contra o CRAC, válida pela Copa do Brasil. Gustavo Henrique assumiu a vaga como titular do time em 19 de setembro, na 22ª rodada do Campeonato Brasileiro. Na oportunidade, o Peixe empatou em 2–2 com o Grêmio. Gustavo terminou o ano com regularidade e atuações convincentes.
Em 2014, começou o ano como titular da equipe no Campeonato Paulista, mas em fevereiro do mesmo ano, sofreu uma lesão no ligamento cruzado anterior do joelho direito, lesão que o afastaria do gramado por seis meses. Voltou a jogar em outubro, mas ficou no banco até o fim da temporada.

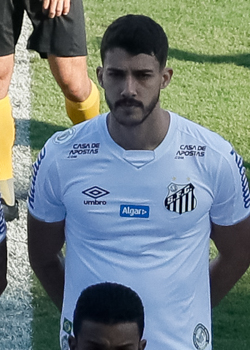
Gustavo pelo Santos em 2019

Fez sua primeira partida após a lesão logo na estreia do Santos pelo Campeonato Paulista de 2015, diante do Ituano, jogo que a equipe alvinegra venceu por 3–0. Ficou como opção no banco de reservas durante todo o Paulista e o início do Campeonato Brasileiro, mas tornou-se titular absoluto ao lado de David Braz após a chegada do técnico Dorival Júnior.
Já em 2016, foi novamente peça crucial na equipe de Dorival Júnior, que conquistou o bicampeonato do Campeonato Paulista sobre a equipe do Audax, por 1–0. Completou 100 jogos pelo Peixe no dia 12 de junho, na vitória de 2–0 sobre o Santa Cruz na 7ª rodada do Campeonato Brasileiro. O zagueiro voltou a sofrer uma nova lesão em setembro, dessa vez no joelho esquerdo, o que o afastou dos gramados por seis meses.
Retornou em 14 de agosto de 2017, na partida contra o Fluminense, pela 20ª rodada do Campeonato Brasileiro, sendo um empate em 0–0. Mas em setembro, na vitória por 2–0 contra o Corinthians, teve uma lesão no ligamento colateral medial, que encerrou o ano de 2017 para o zagueiro.
Gustavo Henrique estreou na Copa Libertadores em 5 de abril de 2018, entrando como substituto do volante Renato na vitória por 1 a 0 sobre o Estudiantes. Em 2019, já como titular absoluto na defesa do Santos, o zagueiro chegou aos 200 jogos com a camisa do clube. Ao todo, vestiu a camisa santista em 215 jogos e marcou 13 gols.

### Flamengo

#### 2019
No dia 18 de dezembro, o jogador anunciou que, após o término de seu vínculo com o Santos, seu destino seria o Flamengo. Gustavo Henrique assinou um contrato de quatro anos e chegou ao clube carioca sem custos de transferência. Apesar de ter acertado com o time carioca, Gustavo teria vínculo com o clube santista até 31 de janeiro de 2020, mas após negociações foi liberado e se apresentou no Flamengo no dia 13 de janeiro.

#### 2020
Marcou seu primeiro gol pelo Flamengo no dia 12 de março, na vitória por 3–0 sobre o Barcelona de Guayaquil, na 2ª rodada da fase grupos da Libertadores. Após cruzamento de Éverton Ribeiro, o zagueiro completou de cabeça. Seu segundo gol foi no dia 7 de outubro, numa vitória por 3–0 contra o Sport, válida pela 14ª rodada do Campeonato Brasileiro. Atravessou uma péssima fase em 2020, sendo muito criticado por suas falhas seguidas nos jogos, como no empate de 2–2 com o Internacional na 18ª rodada do Brasileirão, e na derrota por 4–1 para o São Paulo na 19ª rodada. Voltou a balançar as redes no dia 24 de janeiro de 2021, quando marcou o único gol do Flamengo na derrota por 2–1 para o Athletico Paranaense, em jogo válido pela 32ª rodada do Campeonato Brasileiro de 2020.

#### 2021
No dia 24 de abril, deu uma assistência para Michael marcar o primeiro gol do Flamengo na vitória por 2–1 sobre o Volta Redonda, vitória que deu o título da Taça Guanabara ao clube. Em 18 de maio, Gustavo fez o gol que garantiu a classificação do rubro-negro para as oitavas de final da Libertadores, o segundo gol do Flamengo no empate de 2–2 com a LDU, válido pela 5ª rodada da fase de grupos da competição. No dia 25 de julho, marcou o quarto gol do Flamengo na goleada de 5–1 sobre o São Paulo, na 13ª rodada do Campeonato Brasileiro, após tocar em uma bola escorada na área de cabeça por Rodrigo Caio. Já no dia 1 de agosto, fez o segundo gol do Flamengo na vitória de 3–1 sobre o Corinthians, válida pela 14ª rodada do Brasileirão. Gustavo Henrique terminou o ano com 37 jogos, três gols e duas assistências.

#### 2022
Em 13 de fevereiro, fez o primeiro da goleada de 5–0 sobre o Nova Iguaçu, pela 6ª rodada do Campeonato Carioca. O jogador voltou a balançar as redes no dia 16 de julho, na vitoria de 2–0 do Flamengo contra o Coritiba. Encerrou sua passagem pelo Flamengo com 88 partidas, anotou oito gols e deu três assistências.

### Fenerbahçe
Em 29 de julho de 2022, Gustavo Henrique assinou por empréstimo com o Fenerbahçe até junho de 2023. Estreou pelo clube turco no dia 4 de agosto, numa vitória por 3–0 contra o Slovácko, da República Tchecha, pela fase pré-eliminatória da Liga Europa da UEFA. Marcou seu primeiro gol pela equipe no dia 8 de setembro, numa vitória por 2–1 contra o Dínamo de Kiev. Após cobrança de escanteio de Diego Rossi, o zagueiro subiu mais alto e anotou de cabeça, na estreia do Fenerbahçe na Liga Europa.
Como o contrato de um ano previa a obrigação de compra se o jogador não apresentasse nenhum problema e/ou lesão no joelho, a compra do jogador foi confirmada pelo Fenerbahçe em julho de 2023, com o Flamengo lucrando uma quantia de 1,4 milhão de euros (cerca de 7,3 milhões de reais no momento da compra). Gustavo Henrique assinou em definitivo com o clube turco, fechando contrato até julho de 2024. Caso o zagueiro cumprisse metas estabelecidas, o vínculo seria estendido até a metade de 2025.
Ao final da temporada 2022–23, Gustavo Henrique acertou sua saída do Fenerbahçe. No total pela equipe de Istambul, o zagueiro atuou em apenas 23 partidas (13 na Süper Lig, nove na Liga Europa e uma na Copa da Turquia). Nelas, marcou três gols e deu duas assistências em quase 1 800 minutos jogados.

### Valladolid
Foi anunciado como reforço do Valladolid no dia 22 de agosto de 2023, assinando contrato por três temporadas. Marcou seu primeiro gol pelo clube no dia 10 de setembro, num empate em 1–1 contra o Elche, válido pela 5ª rodada da Segunda Divisão Espanhola.
Após seis meses, Gustavo deixou o Valladolid, foram 13 jogos e um gol.

### Corinthians
Em 15 de janeiro de 2024, Gustavo Henrique foi anunciado pelo Corinthians e assinou contrato até 2025. O jogador veio sem custos e o clube paulista adquiriu 70% dos direitos do atleta. Em 12 de fevereiro, foi apresentado oficialmente no CT Joaquim Grava. Antes disso, no dia 11, o zagueiro já havia sido relacionado para uma partida contra a Portuguesa pelo Campeonato Paulista. Fez a sua estreia com a camisa do Corinthians em 14 de fevereiro, sendo titular e tendo boa atuação na vitória por 4–1 contra o Botafogo-SP, na Arena Nicnet, pelo Campeonato Paulista. Marcou seu primeiro gol pelo Corinthians no dia 29 de agosto de 2024, na derrota por 2-1 contra o Juventude, no Estádio Alfredo Jaconi, pelo jogo de ida das quartas de finais da Copa do Brasil 2024.
Titular na partida seguinte, um Derby Paulista, o zagueiro assumiu a posição de goleiro nos minutos finais, pois Cássio foi expulso e o time já havia feito todas as substituições. Ao final da partida, um empate em 2–2, o jogador definiu a experiência como "desesperadora". Em 27 de março, sagrou-se campeão do Campeonato Paulista 2025 após o empate contra o Palmeiras por 0x0, porém o jogo de ida o Corinthians venceu por 1-0.

## Seleção Nacional
Após ter representado o Brasil na categoria Sub-20, Gustavo Henrique foi convocado para a Seleção Brasileira Sub-23 em março de 2015, sendo chamado pelo técnico Alexandre Gallo para um amistoso contra o México na Vila Belmiro. Na ocasião, só foram chamados atletas nascidos a partir de 1993. Também foi convocado para defender o Brasil nos Jogos Pan-Americanos de 2015, realizados no Canadá.

## Estatísticas

### Clubes
| Equipe            | Temporada         | Campeonato nacional | Campeonato nacional | Campeonato nacional | Copa nacional[a] | Copa nacional[a] | Copa nacional[a] | Competições continentais[b] | Competições continentais[b] | Competições continentais[b] | Outros torneios[c] | Outros torneios[c] | Outros torneios[c] | Total | Total | Total   |
| Equipe            | Temporada         | Jogos               | Gols                | Assist.             | Jogos            | Gols             | Assist.          | Jogos                       | Gols                        | Assist.                     | Jogos              | Gols               | Assist.            | Jogos | Gols  | Assist. |
| ----------------- | ----------------- | ------------------- | ------------------- | ------------------- | ---------------- | ---------------- | ---------------- | --------------------------- | --------------------------- | --------------------------- | ------------------ | ------------------ | ------------------ | ----- | ----- | ------- |
| Santos            | 2011              | 0                   | 0                   | 0                   | —                | —                | —                | —                           | —                           | —                           | —                  | —                  | —                  | 1     | 0     | 0       |
| Santos            | 2012              | 1                   | 0                   | 0                   | —                | —                | —                | —                           | —                           | —                           | 0                  | 0                  | 0                  | 1     | 0     | 0       |
| Santos            | 2013              | 24                  | 2                   | 1                   | 3                | 1                | 0                | —                           | —                           | —                           | 0                  | 0                  | 0                  | 27    | 3     | 1       |
| Santos            | 2014              | 0                   | 0                   | 0                   | —                | —                | —                | —                           | —                           | —                           | 8                  | 0                  | 0                  | 8     | 0     | 0       |
| Santos            | 2015              | 20                  | 0                   | 1                   | 7                | 0                | 0                | —                           | —                           | —                           | 10                 | 0                  | 0                  | 37    | 0     | 1       |
| Santos            | 2016              | 24                  | 1                   | 0                   | 4                | 0                | 0                | —                           | —                           | —                           | 18                 | 2                  | 0                  | 46    | 3     | 0       |
| Santos            | 2017              | 2                   | 0                   | 0                   | —                | —                | —                | —                           | —                           | —                           | 0                  | 0                  | 0                  | 2     | 0     | 0       |
| Santos            | 2018              | 29                  | 1                   | 0                   | 4                | 1                | 0                | 2                           | 0                           | 0                           | 4                  | 0                  | 0                  | 39    | 2     | 0       |
| Santos            | 2019              | 32                  | 3                   | 0                   | 7                | 1                | 0                | 2                           | 0                           | 0                           | 14                 | 1                  | 0                  | 55    | 5     | 0       |
| Santos            | Total             | 132                 | 7                   | 2                   | 25               | 3                | 0                | 4                           | 0                           | 0                           | 54                 | 3                  | 0                  | 215   | 13    | 2       |
| Flamengo          | 2020              | 25                  | 2                   | 1                   | 2                | 0                | 0                | 6                           | 1                           | 0                           | 8                  | 0                  | 0                  | 41    | 3     | 1       |
| Flamengo          | 2021              | 21                  | 1                   | 1                   | 3                | 0                | 0                | 8                           | 1                           | 1                           | 5                  | 0                  | 1                  | 37    | 3     | 3       |
| Flamengo          | 2022              | 5                   | 1                   | 0                   | 0                | 0                | 0                | 1                           | 0                           | 0                           | 4                  | 1                  | 0                  | 10    | 2     | 0       |
| Flamengo          | Total             | 51                  | 3                   | 2                   | 5                | 0                | 0                | 15                          | 2                           | 1                           | 17                 | 1                  | 1                  | 88    | 8     | 4       |
| Fenerbahçe        | 2022–23           | 13                  | 2                   | 0                   | 1                | 0                | 0                | 9                           | 1                           | 0                           | —                  | —                  | —                  | 23    | 3     | 0       |
| Fenerbahçe        | Total             | 13                  | 2                   | 0                   | 1                | 0                | 0                | 9                           | 1                           | 0                           | 0                  | 0                  | 0                  | 23    | 3     | 0       |
| Valladolid        | 2023              | 12                  | 1                   | 0                   | 1                | 0                | 0                | —                           | —                           | —                           | —                  | —                  | —                  | 13    | 1     | 0       |
| Valladolid        | Total             | 12                  | 1                   | 0                   | 1                | 0                | 0                | —                           | —                           | —                           | —                  | —                  | —                  | 13    | 1     | 0       |
| Corinthians       | 2024              | 18                  | 1                   | 0                   | 7                | 1                | 0                | 6                           | 0                           | 0                           | 4                  | 0                  | 0                  | 36    | 2     | 0       |
| Corinthians       | 2025              | 6                   | 0                   | 0                   | 2                | 1                | 0                | 4                           | 0                           | 1                           | 4                  | 0                  | 0                  | 16    | 1     | 1       |
| Corinthians       | Total             | 24                  | 1                   | 0                   | 9                | 2                | 0                | 10                          | 0                           | 1                           | 8                  | 0                  | 0                  | 52    | 3     | 1       |
| Total na carreira | Total na carreira | 232                 | 14                  | 4                   | 41               | 5                | 0                | 38                          | 3                           | 2                           | 79                 | 4                  | 1                  | 391   | 28    | 7       |

- a. ^ Jogos da Copa do Brasil, Copa da Turquia e Copa do Rei
- b. ^ Jogos da Copa Libertadores da América, Copa Sul-Americana, Recopa Sul-Americana, Liga dos Campeões da UEFA e Liga Europa da UEFA
- c. ^ Jogos do Campeonato Paulista, Campeonato Carioca, Supercopa do Brasil e Supercopa da Turquia

### Seleção Brasileira
Sub-20
| Ano   |       |      |         |       |
| Ano   | Jogos | Gols | Assist. | Média |
| ----- | ----- | ---- | ------- | ----- |
| 2013  | 3     | 0    | 0       | 0     |
| Total | 3     | 0    | 0       | 0     |

Sub-23
| Ano   |       |      |         |       |
| Ano   | Jogos | Gols | Assist. | Média |
| ----- | ----- | ---- | ------- | ----- |
| 2015  | 2     | 0    | 0       | 0     |
| Total | 2     | 0    | 0       | 0     |

## Títulos

### Categorias de base
Santos[carece de fontes?]
- Campeonato Paulista Sub-17: 2010
- Campeonato Paulista Sub-20: 2012
- Copa São Paulo de Futebol Júnior: 2013

Seleção Brasileira[carece de fontes?]
- Medalha de bronze nos Jogos Pan-Americanos de Toronto 2015

### Profissional
Santos[carece de fontes?]
- Campeonato Paulista: 2012, 2015 e 2016

Flamengo[carece de fontes?]
- Supercopa do Brasil: 2020 e 2021
- Recopa Sul-Americana: 2020
- Campeonato Carioca: 2020 e 2021
- Taça Guanabara: 2020 e 2021
- Campeonato Brasileiro: 2020
- Copa do Brasil: 2022
- Copa Libertadores da América: 2022

Fenerbahçe
- Copa da Turquia: 2022–23[carece de fontes?]

Corinthians
- Campeonato Paulista: 2025[carece de fontes?]

### Prêmios individuais
- Seleção do Campeonato Paulista: 2016 e 2019[carece de fontes?]